# Alvis TB 14

L'Alvis TB 14 est une voiture ouverte à deux places, produite par la marque anglaise Alvis Cars basée sur le train roulant de la berline TA 14 et construite uniquement en 1950.

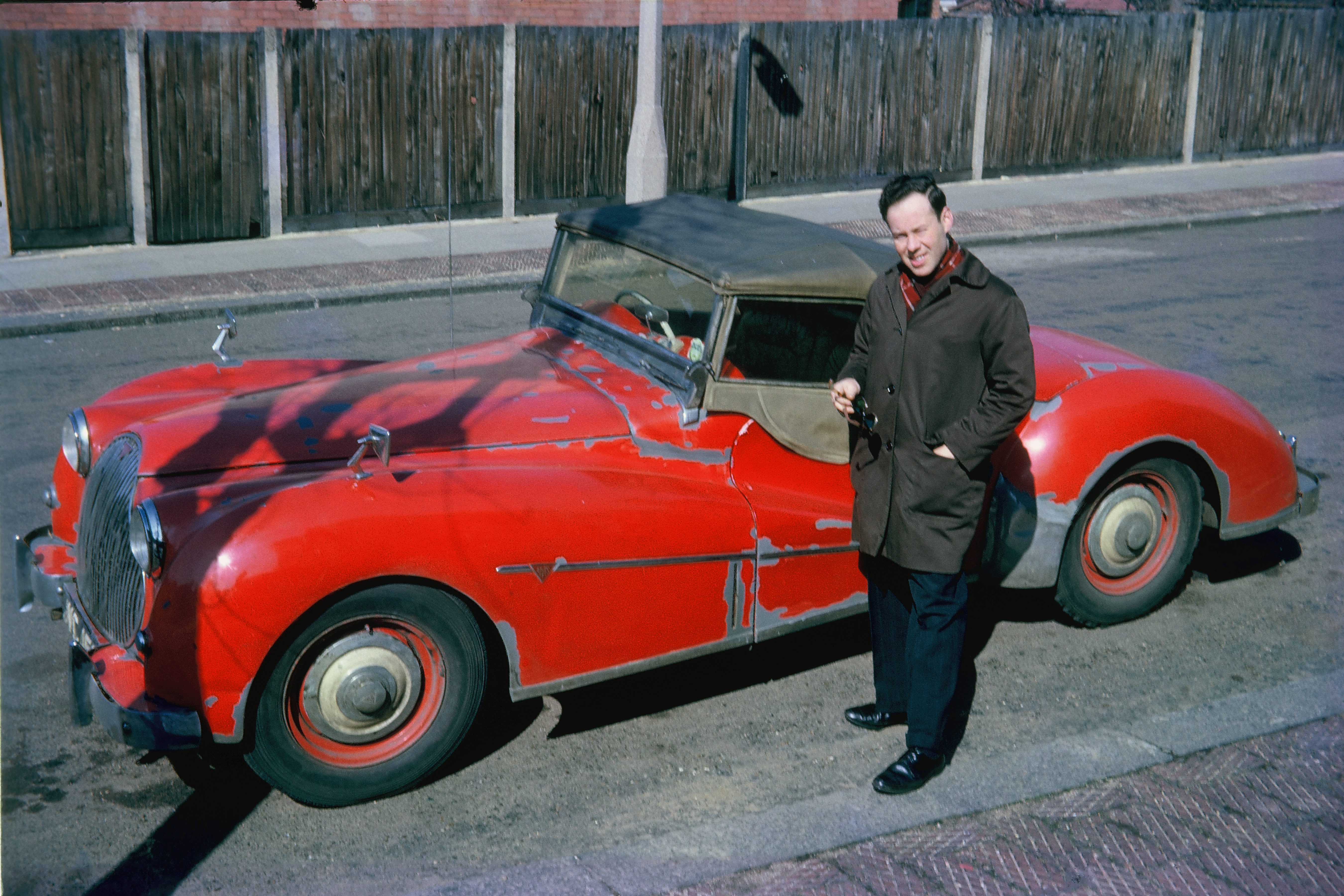
Alvis TB 14 en 1960 montrant la peinture s'écaillant de l'aluminium.

Alvis contracta AP Metalcraft, un carrossier de Coventry, pour produire la carrosserie ouverte à deux portes de la voiture et l'adapter au châssis TA 14. La voiture avait des portes fortement coupées à charnières à l'arrière, de très longues ailes avant et un pare-brise fortement incliné. La calandre fut un élément controversé, en forme de poire avec la face inférieure des renflements dissimulant les phares, ce qui les éloignait fortement des côtés de la voiture. Les feux avant de position sont montés dans le pare-chocs. Elle fut disponible en conduite à droite ou conduite à gauche.

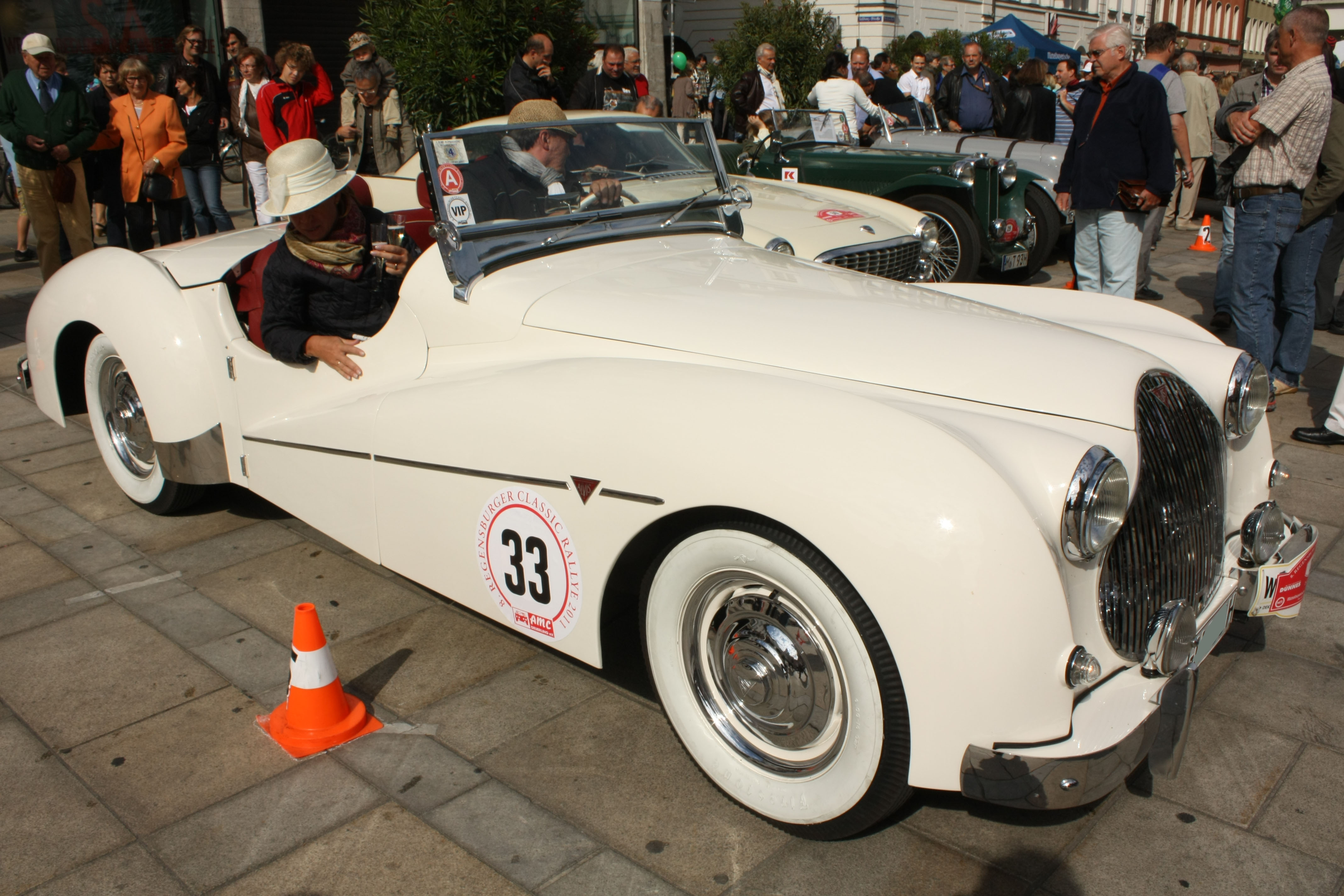
Al

Le moteur de 1 892 cm3 fut légèrement modifié afin de produire 68 ch (51 kW), 3 de plus que la berline par l'ajustement de carburateurs SU  jumeaux. La suspension non indépendante de la TA 14 est conservée, avec ses ressorts à lames aux quatre roues. Comme la voiture était plus légère que la TA 14, le rapport de démultiplication final put être modifié, passant de 4,875:1 à 4,3:1, pour aider à augmenter la vitesse de pointe et améliorer l'économie.
La voiture put atteindre 130 km/h, mais son prix élevé de 1 276 £ sur le marché intérieur limita les ventes.